# 東北大学出版会
東北大学出版会（とうほくだいがくしゅっぱんかい、英文名称:Tohoku University Press, Sendai）は、宮城県仙台市青葉区に本部事務所を置く大学出版会。学術図書の刊行頒布を主たる事業とし、東北大学及び東北地方の研究機関における研究とその成果の発表の助成、内外学術資料の蒐集、学術国際協力、大学の社会開放等の諸事業を行い、東北地方を始めとする日本国の学術・文化の振興に寄与することを目的としている。会長は東北大学総長。

## 概要

### 沿革
- 1993年、東北大学後援会の設立事業案に出版会設立助成が盛り込まれる。1996年4月30日に「出版事業準備懇談会」を開催。その後「設立準備会」「世話人会」などを重ね、東北大学後援会の支援を受けて同年11月30日に東北大学出版会設立総会を開催し発足する。

### 活動
- 以下の五つを主な活動・目的としている。

1. 学術図書及び一般教養図書（研究成果の普及を目的とするものに限る）の刊行頒布
2. 学術研究、学術著作及びこれらを海外に紹介するための援助
3. 内外学術資料の蒐集・保存・情報化及びその利用の促進に対する援助
4. 学術講演会、研究成果発表会、展覧会、市民大学講座等の開催
5. その他前条の目的を達成するために必要な事業

- 同会の図書刊行は、まず出版希望者による企画提案書を審査した上で原稿を提出してもらい、当該分野の専門家が内容を査読し、理事による出版会議において最終的に出版の採否を決める。
- 著者は東北大学関係者が多いが、対象は特に限定していない。講義用テキストを目的としたものから、英文図書、文部科学省科学研究費補助金申請（研究種目「学術図書」）のものまで幅広い種類・分野・領域の学術出版を手掛けている。
- 平成15年度より「東北大学出版会若手研究者出版助成」制度を開始。対象は東北大学に籍を置く、又は籍を置いたことのある、概ね40歳以下の研究者（大学院学生・研究生・学術振興会研究員・オーバードクター等を含む）による学術研究成果で、個人著作としての第一作（日本語による論文・著作）としている。出版費用を助成し、東北大学出版会発行の図書として刊行する。日本思想史学会奨励賞、石川謙日本教育史研究奨励賞（日本教育史学会）、岡崎義恵学術研究奨励賞（日本文芸研究会）などを受賞した作品もある。
- 著者や東北大学関係者の寄稿からなる広報冊子「宙（おおぞら）」を年二回発行している。過去には西澤潤一、樋口陽一、瀬名秀明、川島隆太、小田和正、内館牧子、長谷川三千子などによる文章が掲載された。2006年に「東北大学出版会創立10周年記念誌『宙』」として、同冊子の合本が同会より発行された。

## 東北大学出版会若手研究者出版助成刊行図書
- 第1回
  - 『国境を超える名誉と家族－フランス在住モロッコ移民をめぐる「多現場」民族誌－』渋谷努 著
  - 『地域プロデューサーの時代－地域密着型スポーツクラブ展開への理論と実践－』松野将宏 著
- 第2回
  - 『プラトン形而上学の探求－『ソフィステス』のディアレクティケーと秘教－』松浦明宏 著
  - 『無私と人称ー二人称生成の倫理へー』山本史華 著
- 第3回
  - 『再啓蒙から文化批評へ－大江健三郎の1957～1967』王新新 著
  - 『大学附属臨海実験所水族館－近代日本大学附属博物館の一潮流－』西村公宏 著
  - 『戦国時代の百姓思想』永井隆之 著
  - 『中国宋～明代における婚姻の学際的研究』勝山稔 著
  - 『金代字書の研究』大岩本幸次 著
  - 『民族の幻影ー中国民族観光の行方』高山陽子 著
- 第4回
  - 『ドイツ信託法理―日本信託法との比較―』中田英幸 著
  - 『昭和前期地域教育の再編と教員―「常会」の形成と展開―』須田将司 著
  - 『日本における単線型学校体系の形成過程―ルーマン社会システム理論による分析―』井本佳宏 著
  - 『韓国は如何に日米両国と関わってきたのか―政治経済・科学技術・理工系教育面のアプローチ―』趙 承勲 著
- 第5回
  - 『ヘーゲル 具体的普遍の哲学』吉田達 著
  - 『吉田松陰の思想と行動－幕末日本における自他認識の転回－』桐原健真 著
- 第6回
  - 『個人主義から〈自分らしさ〉へー福沢諭吉・高山樗牛・和辻哲郎の「近代」体験ー』先崎彰容 著
  - 『介護職の誕生―日本における社会福祉系専門職の形成過程―』白旗希実子 著
- 第7回
  - 『川端康成の方法―二〇世紀モダニズムと「日本」言説の構成―』仁平政人 著
  - 『死すべきものの自由―ハイデガーの生命の思考―』信太光郎 著
  - 『戦争と人道支援―戦争の被災をめぐる人道の政治―』上野友也 著
  - 『奈良仏教と古代社会―鑑真門流を中心に―』冨樫進 著
  - 『贈答の近代―類学からみた贈与交換と日本社会―』山口睦 著
  - 『子どもの暮らす施設の環境―これからの児童養護のかたち―』石垣文 著
- 第8回
  - 『タジク語文法便覧』井土愼二 著
  - 『鉄の科学史―科学と産業のあゆみ―』初山高仁 著
  - 『近代日本と雪害―雪害運動にみる昭和戦前期の地域振興政策―』伊藤大介 著
  - 『本居宣長の思想構造―その変質の諸相―』水野雄司 著
- 第9回
  - 『日本語文学を読む』李郁蕙 著
- 第10回
  - 『フッサールにおける超越論的現象学と世界経験の哲学―「論理学研究」から「イデーン」まで―』佐藤駿 著
  - 『原敬と陸羯南―明治青年の思想形成と日本ナショナリズム―』鈴木啓孝 著

## シリーズ刊行物
- TUP叢書
- ジェンダー法・政策研究叢書
- International COE of Flow Dynamics Lecture Series
- 人文社会科学講演シリーズ
- 人文社会科学ライブラリー
- 東北大学百年史（全11巻）
- 高等教育ライブラリ
- 東北アジア学術読本
- 今を生きる　―東日本大震災から明日へ！　復興と再生への提言―

## 所在地
- 宮城県仙台市青葉区片平2丁目1番1号 東北大学構内